# Terra (moeda)
Terra (moeda de referência comercial, TRC) é uma possível "moeda mundial". O conceito foi proposto pelo economista belga e especialista em sistemas monetários Bernard A. Lietaer em 2001, com base em uma proposta semelhante da década de 1930.
A moeda deve se basear em uma cesta das 9 a 12 mercadorias mais importantes (de acordo com sua importância no comércio mundial ). A. Lietaer opina que isso forneceria uma moeda que não sofreria inflação:
Terra = unidade de referência definida como cesta padronizada dos principais produtos e serviços negociados internacionalmente.
Exemplo: 100 Terra =
                                        1 barril de petróleo
                                     + 10 alqueires de trigo
                                     + 20 kg de cobre
                                       ...
                                     + 1/10 de onça de ouro
NB: qualquer bem ou serviço padronizável pode ser incluído.
Estabilidade semelhante ao padrão ouro , mas com cesta em vez de mercadoria única (mais estável do que qualquer componente) ...
Terra é inflação-resistente por definição.

O princípio básico emergiu dos primeiros conceitos apresentados em um artigo no jornal francês "Le Fédériste" em 1 de janeiro de 1933. Nasceu a ideia de estabelecer um "L'Europa - monnaie de la paix", em inglês "Europa - Dinheiro da paz". A ideia foi entusiasmada pela Lietaer durante uma jornada educacional. 